# Leopold Staff
Leopold Henryk Staff (Leopoli, 14 novembre 1878 – Skarżysko-Kamienna, 31 maggio 1957) è stato un poeta e filosofo polacco, nominato più volte per il Premio Nobel per la Letteratura.
Rappresentante di spicco del Classicismo e del Simbolismo, appartenente alla Giovane Polonia, sostenitore del concetto dell'Oltreuomo di Nietzsche, legato alla morale cristiana, nacque nell'Impero austro-ungarico. Tenne corrispondenza con Julian Tuwim, altro importante poeta polacco, e fu forse il più influente poeta in lingua polacca di tutto il XX secolo. Ha fatto parte degli Skamander, gruppo di poeti polacchi fondato nel 1918, di cui facevano parte anche Tuwim e Jarosław Iwaszkiewicz.